# Градска лига Смедерево група Морава
Градска лига Смедерево група Морава је једна од укупно 52 Међуопштинске лиге у фудбалу. Међуопштинске лиге су шести ниво лигашких фудбалских такмичења у Србији. У лиги се такмиче клубови са простора Града Смедерева и којом управља Градски фудбалски савез Смедерева (ГФС Смедерево). Лига је формирана 2009. године и броји 8 клубова. Виши степен такмичења је Подунавска окружна лига.

## Победници свих првенстава
| Сезона   | Бр. клуб. | Првак                  | Бодови | Вицепрвак             | Бодови |
| 2009/10. | 8         | Осипаоница, Осипаоница | 33     | Пролетер, Враново     | 33     |
| 2010/11. | 9         | Пролетер, Враново      | 46     | Борац, Раља           | 37     |
| 2011/12. | 8         | Пролетер, Враново      | 32     | Скобаљ, Скобаљ        | 32     |
| 2012/13. | 8         | САСК, Сараорци         | 36     | Будућност, Мала Крсна | 32     |
| 2013/14. | 8         | Коларац, Колари        | 32     | Вучак, Вучак          | 29     |
| 2014/15. | 7         | Борац 1932, Раља       | 36     | Вучак, Вучак          | 30     |
| 2015/16. | 8         | Језава, Смедерево      | 35     | Скобаљ, Скобаљ        | 33     |

## Клубови у сезони 2016/17.
| Клуб              | Насеље     |
| ----------------- | ---------- |
| Будућност         | Мала Крсна |
| Врбовац           | Врбовац    |
| Вучак             | Вучак      |
| Железничар        | Смедерево  |
| Језава            | Смедерево  |
| ОФК Славија       | Смедерево  |
| Скобаљ            | Скобаљ     |
| Хајдук Вељко 1934 | Добри До   |